# Aux urnes, citoyens...
Pour les articles homonymes, voir Aux urnes, citoyens.

Aux urnes, citoyens... est un  documentaire français réalisé par Édouard Bobrowski et sorti en 1972.

## Synopsis
La campagne des élections municipales de 1971 à Arras : à la tête d'une liste d'Union de la gauche, Guy Mollet - maire de la ville depuis 1945 - affronte le candidat présenté par l'UNR, Francis Jacquemont, dans un contexte marqué par le développement du marketing politique.

## Fiche technique
- Titre : Aux urnes, citoyens...
- Réalisation : Édouard Bobrowski
- Producteurs : Amadeo Ballester-Flors, Philippe Cassard, Christine Chardin, Édouard Bobrowski
- Photographie : Jacques Wayzer, Philippe Cassard
- Son : Christine Chardin, Karim Elouaer
- Montage : Christine Chardin, Catherine Bourgoin
- Production : CINDEP (Cinéastes indépendants de Paris)
- Pays de production :  France
- Distributeur d'origine : PlanFilm
- Genre : documentaire
- Durée : 110 minutes
- Date de sortie : 
  - France : 20 septembre 1972

## Distribution
- Guy  Mollet : le candidat du P.S.
- Francis  Jacquemont : le candidat de l'U.D.R.
- Marcel  Roger : le candidat du P.C.F.)
- Jean  Garbé : le candidat du P.S.U.
- Philippe Guérin
- Léon  Fatous